# Jürgen Brecht
Jürgen Brecht   (Espira, 1 de març de 1940) és un tirador d'esgrima alemany, ja retirat, especialista en floret, que va competir durant les dècades de 1950 i 1960.
Durant la seva carrera esportiva va prendre part en tres edicions dels Jocs Olímpics d'Estiu, el 1960, 1964 i 1968. El millor resultat el va obtenir el 1960, a Roma, on va guanyar la medalla de bronze en la prova del floret per equips del programa d'esgrima. El 1964, als Jocs de Tòquio, fou cinquè en la prova del floret per equips i el 1968, a Ciutat de Mèxic, sisè en la prova del floret per equips.
En el seu palmarès també destaquen dues medalles al Campionat del Món d'esgrima, de plata el 1959 i de bronze el 1962, així com onze campionats nacionals entre 1957 i 1967.